# Szrenica
Szrenica (1362 m n.p.m., niem. Reifträger, cz. Jínonoš) – szczyt górski położony w zachodniej części Karkonoszy, w pobliżu granicy państwowej z Czechami, na południe od Szklarskiej Poręby. Doskonały punkt widokowy na Kotlinę Jeleniogórską oraz Góry Izerskie, a także Karkonosze czeskie.
Sam szczyt Szrenicy wyniesiony jest ponad główny grzbiet Karkonoszy (Śląski Grzbiet) na wysokość 60 m. Wierzchołek leży całkowicie po polskiej stronie granicy.
Szrenica należy do Korony Gór Dolnego Śląska.

## Budowa
Cały masyw Szrenicy, tak jak i cała zachodnia część Karkonoszy, zbudowany jest z granitu karkonoskiego, który w wyniku wietrzenia utworzył na szczycie i na zboczach grupy skałek oraz rumowiska skalne, które pokrywają szczególnie wschodnią stronę zbocza.

## Oronimia
Granitowe bloki gołoborza porastają żółto-zielonkawe porosty, które z daleka przypominają szron, stąd prawdopodobnie wzięła się nazwa „Szrenica”. Inne pochodzenie nazwy „Szrenica” ma prawdopodobnie związek ze szrenią (szadzią), która zimą pokrywa skały i drzewa.
Polską nazwę Szrenica wprowadzono urzędowo w 1949 roku.

## Klimat

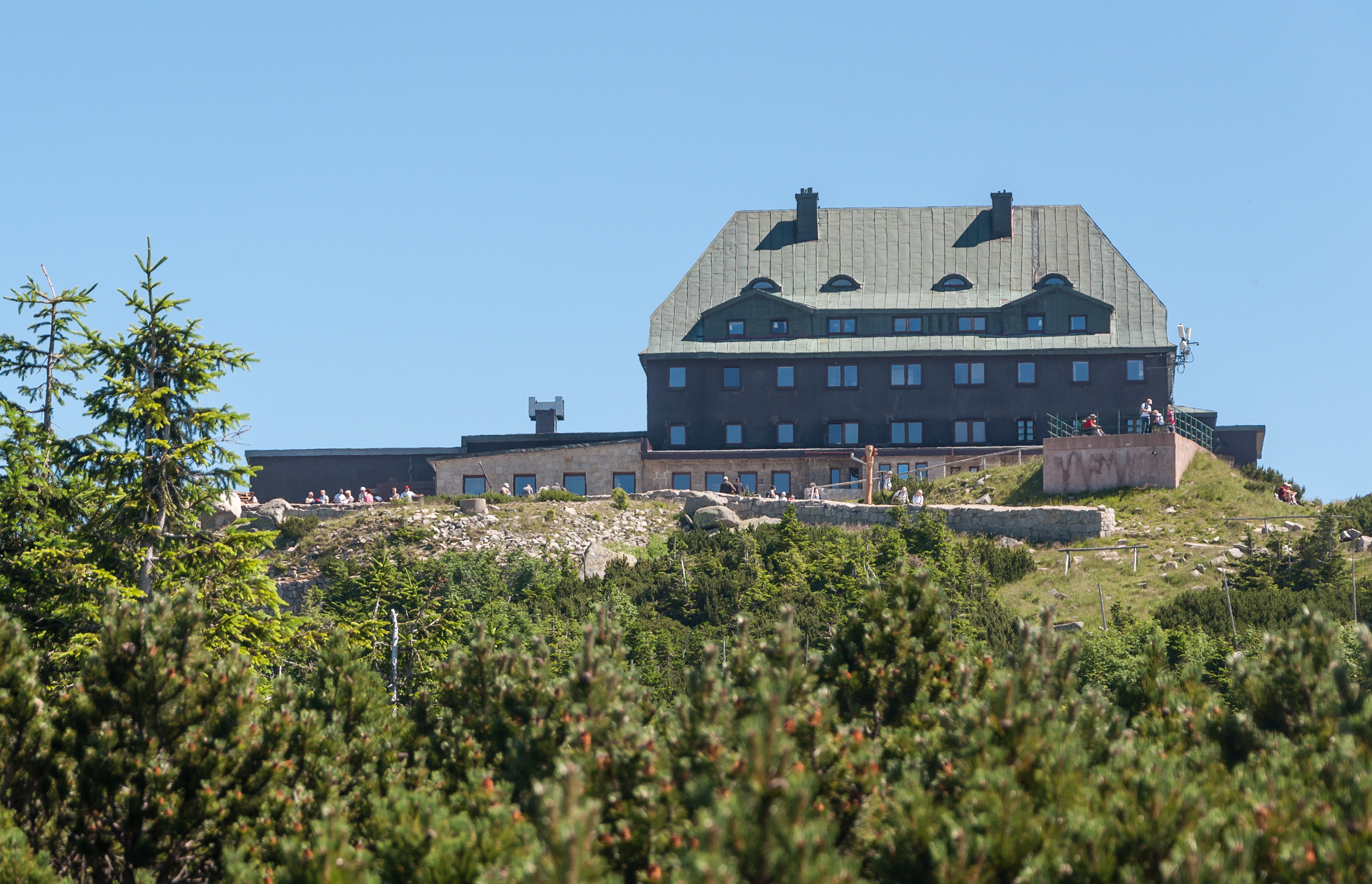
Schronisko na Szrenicy

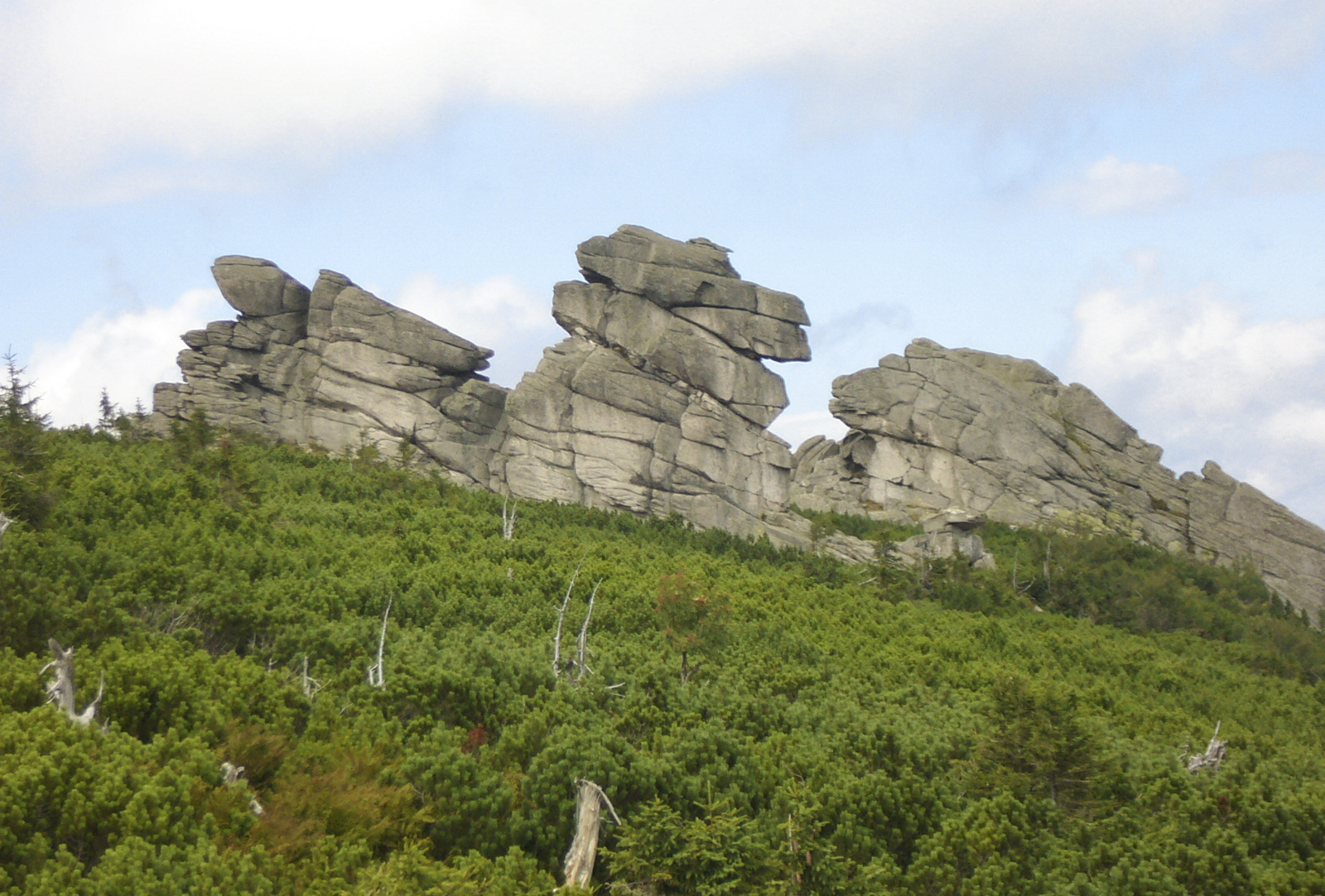
Grupa skalna Końskie Łby

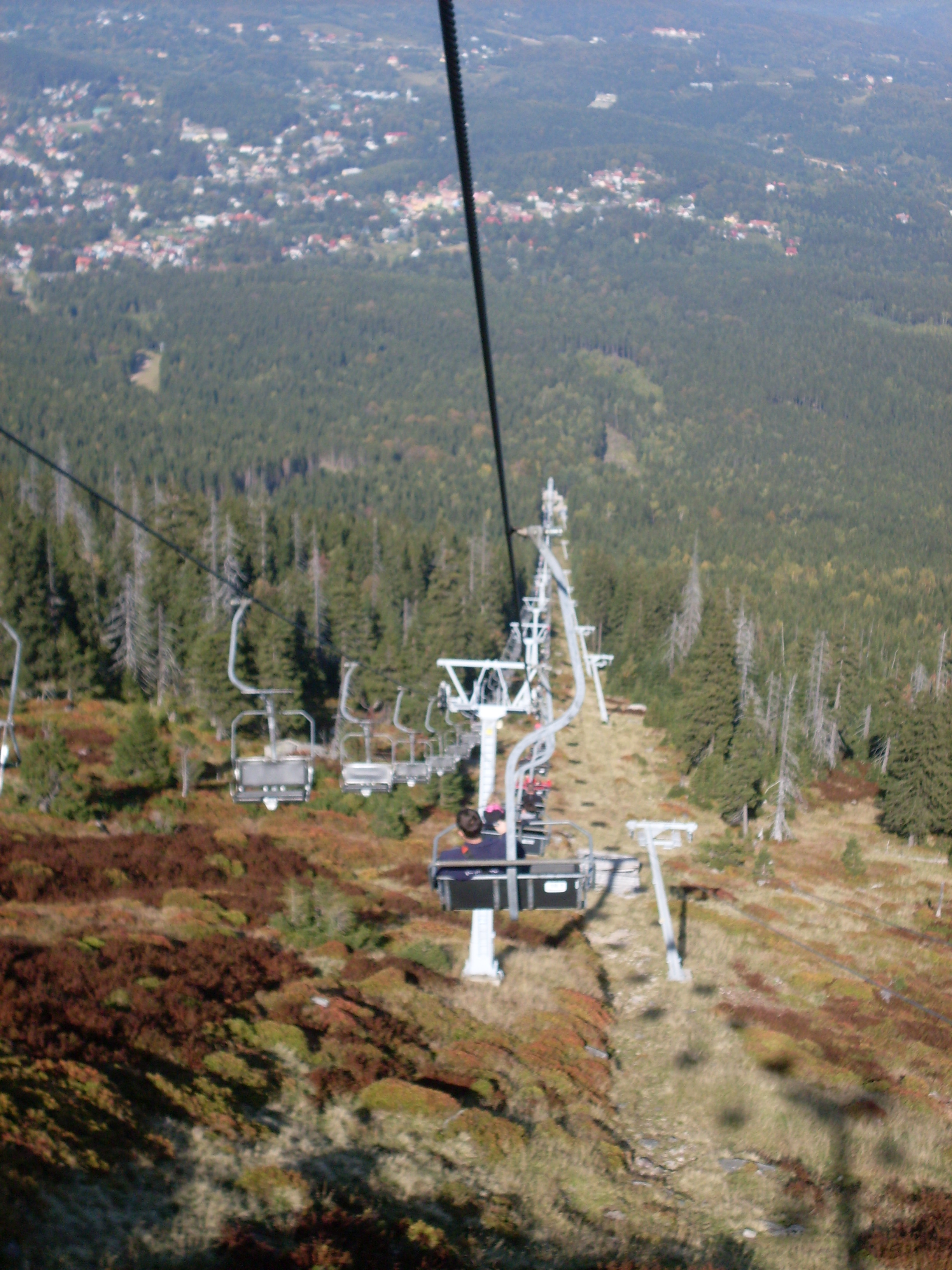
Kolej krzesełkowa „Szrenica”

W rejonie Szrenicy występuje specyficzny mikroklimat rodzaju alpejskiego, tj. bardzo duże średnie opady roczne, zwłaszcza w miesiącach jesienno-zimowych, oraz średnie temperatury znacznie niższe niż np. w Tatrach. Ze względu na unikalne położenie Karkonoszy – na uboczu głównych cyrkulacji powietrza z kierunku południowego – rzadziej mamy tam do czynienia ze zjawiskiem wiatrów fenowych (ciepłych południowych), co bezpośrednio przekłada się na większą niż np. w Tatrach liczbę dni mroźnych i śnieżnych.
Poniżej szczytu, na wysokości 1331 m n.p.m., znajduje się Obserwatorium Górskie Zakładu Meteorologii i Klimatologii Uniwersytetu Wrocławskiego, będące jednocześnie klimatyczną stacją meteorologiczną.
Klimatyczna stacja meteorologiczna została uruchomiona w latach 50. Średnie wartości roczne z lat 1957–1972: 
- temperatura powietrza +1,9 °C (najzimniejsze: styczeń -6,8 °C i luty -6,2 °C; najcieplejsze: lipiec +10,0 °C i sierpień +9,6 °C);
- opady 1429 mm (najwięcej: czerwiec 177 mm i maj 174 mm, najmniej: styczeń 72 mm i marzec 84 mm);
- wilgotność względna 85% (najwilgotniejsze: listopad 89% i sierpień 87%, najmniej wilgotne: kwiecień i czerwiec po 83%);
- stopień zachmurzenia 7,8/10; dni pogodnych 29,1; dni pochmurnych 177,6; dni z mgłą 264(!); dni z burzą 30,1; dni deszczowych: z opadem >10,0 mm/dobę – 42,7; z opadem >0,1 mm/dobę – 229,1; dni z silnymi wiatrami >15 m/s – 142[6].

## Ochrona przyrody
Szrenica leży w obrębie Karkonoskiego Parku Narodowego.

## Turystyka i narciarstwo
Na szczycie znajduje się schronisko „Szrenica”, poniżej „Schronisko PTTK na Hali Szrenickiej”, a u podnóża schronisko „Kamieńczyk”. Po czeskiej stronie na zboczu, na południe od skałki Twarożnik, znajduje się schronisko Vosecká bouda.
Ze Szklarskiej Poręby kursuje od 1962 dwuodcinkowa Kolej krzesełkowa na Szrenicę (obecnie z krzesełkami 2-osobowymi), a od grudnia 2010 kolej krzesełkowa Karkonosz Express z krzesełkami 6-osobowymi na pobliski Świąteczny Kamień.
Na Szrenicę prowadzą:
- Główny Szlak Sudecki ze Szklarskiej Poręby Górnej i dalej jako Droga Przyjaźni Polsko-Czeskiej do Przełęczy Okraj
- zielony szlak z Jakuszyc, który okrąża wierzchołek od północy i jako Ścieżka nad Reglami prowadzi na Przełęcz Karkonoską i dalej na Pielgrzymy
- szlak łącznikowy z górnej stacji kolei
- czeski szlak biegnący od Trzech Świnek na wschodnim stoku Szrenicy przez schronisko Vosecká bouda do Rokytnic nad Izerą

Północne stoki Szrenicy to doskonały teren do uprawiania narciarstwa zjazdowego. Powstało tu centrum narciarstwa SkiArena Szrenica z trasami zjazdowymi i nartostradami, które w 98% są sztucznie naśnieżane. Oświetlona jest jedynie trasa „Puchatek”, w związku z tym tylko na niej odbywa się jazda wieczorna.